# Claudine à l'école (film, 1937)
Pour les articles homonymes, voir Claudine à l'école (homonymie).
Pour plus de détails, voir Fiche technique et Distribution.
Claudine à l'école est un film français réalisé par Serge de Poligny, sorti en 1937.
Il s'agit d'une adaptation très libre du roman éponyme de Colette, paru en 1900.

## Synopsis
Claudine est une élève malicieuse et frondeuse, préparant son brevet dans une pension de jeunes filles dirigée avec rigueur par Mlle Sergent. Arrive à la pension une jeune institutrice timide que Claudine va prendre en affection et qu'elle va inviter à demeurer chez elle, au château. 
Elle y fait la connaissance du père de Claudine, un naturaliste farfelu. Mais Mlle Sergent intervient rapidement pour faire cesser cette cohabitation. Une rivalité sentimentale apparaît entre Claudine et Mlle Sergent pour Aimée Lanthenay. Cette dernière sous des dehors gauches et timides se révèle bientôt une intrigante qui obtiendra le départ de Mlle Sergent.
C'est alors qu'un jeune médecin arrive au village, censé reprendre la clientèle, en réalité presque inexistante du Dr Lebarbu. Claudine est sensible à son charme et en tombe rapidement amoureuse.

## Fiche technique
- Titre  original : Claudine à l'école
- Réalisateur : Serge de Poligny
- Assistant réalisateur : Henri Aisner
- Scénariste : Jacques Constant d'après le roman de Colette : Claudine à l'école (1900)
- Photographie : Willy Faktorovitch et Jean-Paul Goreaud
- Montage :  Maurice Serein
- Musique :  Paul Misraki
- Décors :  Jacques Krauss
- Producteur : Jacques Haïk
- Société de production :  Les Films Régent
- Société de distribution :  Les Films Régent
- Pays d'origine :  France
- Format :  Noir et blanc - 1,37:1 - 35 mm - son mono
- Genre : Comédie
- Durée : 98 minutes[1]
- Dates de sortie : 
  - France : 15 décembre 1937

## Distribution
- Blanchette Brunoy : Claudine
- Max Dearly : le père de Claudine
- Margo Lion : Mlle Sergent
- Suzet Maïs : Mlle Aimée Lanthenay
- Pierre Brasseur : le docteur Dubois
- Jeanne Fusier-Gir : Mlle Griset
- Georges Colin : Dutertre
- Marcel Mouloudji : Moulou
- Zélie Yzelle : Mélie
- Katia Lova : Anaïs
- Auguste Boverio : le docteur Lebarbu
- Marcel Charvey : M. Duplessis
- Léon Larive : Rabastens
- Ketty Pierson : Junon
- Solange Turenne : Luce
- Raymond Rognoni : un examinateur
- Jacqueline Dumonceau
- Franck Maurice
- Maurice Marceau

## Du roman au film
Le film est si platement adapté du livre, qu'il n'a rien du charme sensuel et saphique de l'œuvre de Colette se présentant comme le journal intime d'une écolière de 15 ans :
Des personnages nouveaux sont introduits tels :
- Le docteur Lebarbu qui est une sorte de filou escroquant de jeunes confrères
- Le docteur Dubois qui faillit être victime du précédent et dont Claudine tombe amoureuse
- Le jeune Moulou

Des personnages sont transformés ou disparaissent tels :
- Le père de Claudine, qui n'est qu'un personnage secondaire dans le roman devient principal.
- Mlle Sergent toute puissante directrice de l'école finit brutalement chassée dans le film.
- Mlle Griset, dans le roman personnage terne chargée de la classe enfantine, dans le film institutrice chargée d'une classe des jeunes filles.
- Le Dr Dutertre, dans le roman, médecin et conseiller cantonal, amant de Mlle Sergent. Personnage politiquement influent et coureur de jupons profitant des visites médicales pour caresser les jeunes filles. Dans le film il devient un banal politicien.
- La mère de Mlle Sergent qui est absente du film

Les lieux sont aussi transformés :
- L'école de village accueillant toutes les filles depuis la classe enfantine est devenue un pensionnat de jeunes filles en uniforme.
- Claudine qui dans le roman habite une maison de village, dans le film se retrouve dans un château.

Enfin, les situations sont radicalement différentes. Ce qui fit le succès et le scandale du roman réside dans les relations saphiques platoniques ou non, entre, d'une part, la directrice de l'école et son adjointe Mlle Aimée Lanthenay et d'autre part Claudine et Luce. Dans le film Claudine devient banalement amoureuse du Dr Dubois.

## Jugements
Maurice Goudeket qui fut le dernier mari et un biographe de Colette écrit : « Le cinéma n'avait jusqu'alors prêté à l’œuvre de Colette qu'une attention distraite ; une Vagabonde avant 1930, une Claudine à l'école vers 1937, médiocres produits. ».